# Panula inconstans
Panula inconstans är en fjärilsart som beskrevs av Achille Guenée 1852. Panula inconstans ingår i släktet Panula och familjen nattflyn. Inga underarter finns listade i Catalogue of Life.